# شعري الإهاب الحرشفي
شعري الإهاب الحرشفي (الاسم العلمي: Crinipellis squamosa) هو نوع من الفطريات يتبع جنس شعري الإهاب من الفصيلة المراسمية.